# Badelundaåsen
Badelundaåsen är en lång och stor rullstensås i Svealand. Badelundaåsen är en av de längsta åsarna i Sverige.
Åsen går från Nyköpingstrakten i Södermanland i söder till sjön Siljan i Dalarna i norr och är känd för många fornminnen, särskilt i trakterna kring Badelunda strax utanför Västerås. Namnet kan härledas tillbaka till år 1343 där Badlunge omnämns i skrift. Namnet anses bestå av fornsvenskans badh som betyder förhöjning samt ordet lung som står för grusås.
Den urgamla vägen från Mälardalen upp till Norrland och Norge följde under långa stycken Badelundaåsen. Vid Brunnbäck, söder om Avesta, samt vid Grådö, söder om Hedemora, möts Badelundaåsen och Dalälven. Just åsen och älven har historiskt varit de viktigaste färdvägarna upp mot övre Dalarna. Vid mötet i Grådö låg med anledning av detta den medeltida befästningen Grådö skans, en föregångare till Borganäs i Borlänge.
Den 29 mars 1520 besegrades svenskarna av danskarna i slaget vid Badelundaåsen. Drygt ett år senare, den 29 april 1521 i befrielsekrigets slaget om Västerås, vid Badelundaåsen öster om Västerås erövrade Gustav Vasa Västerås från danskarna.

## Galleri

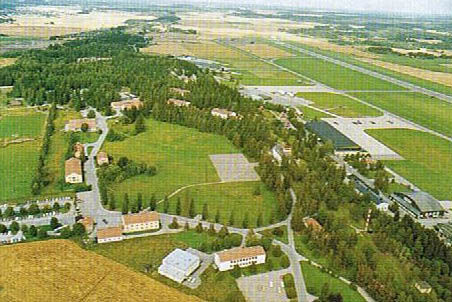
F 1 Hässlö/Stockholm-Västerås flygplats
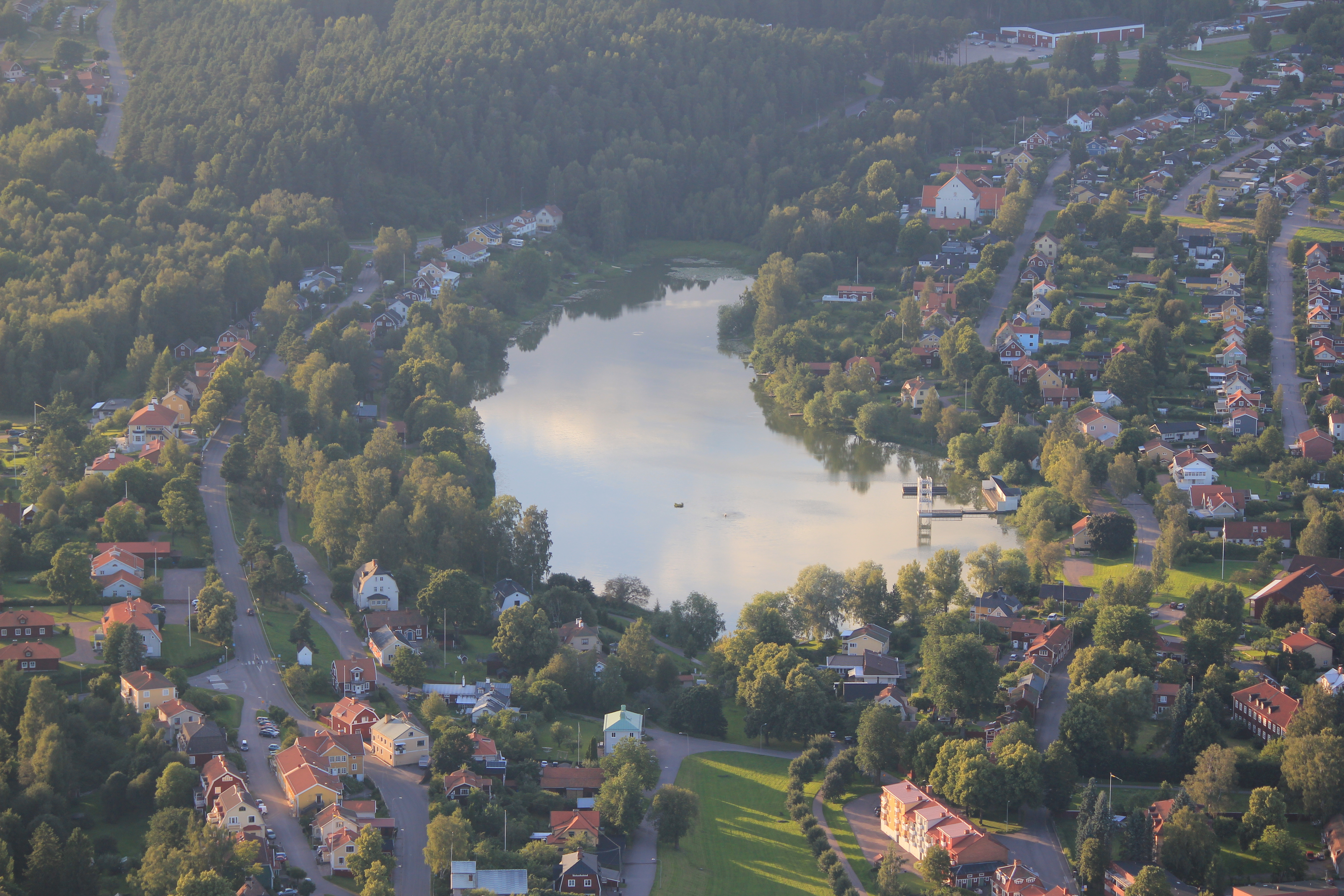
Hedemora, med Åsgatan (åsryggen) till vänster och åsgropsjön Hönsan mitt i bild.
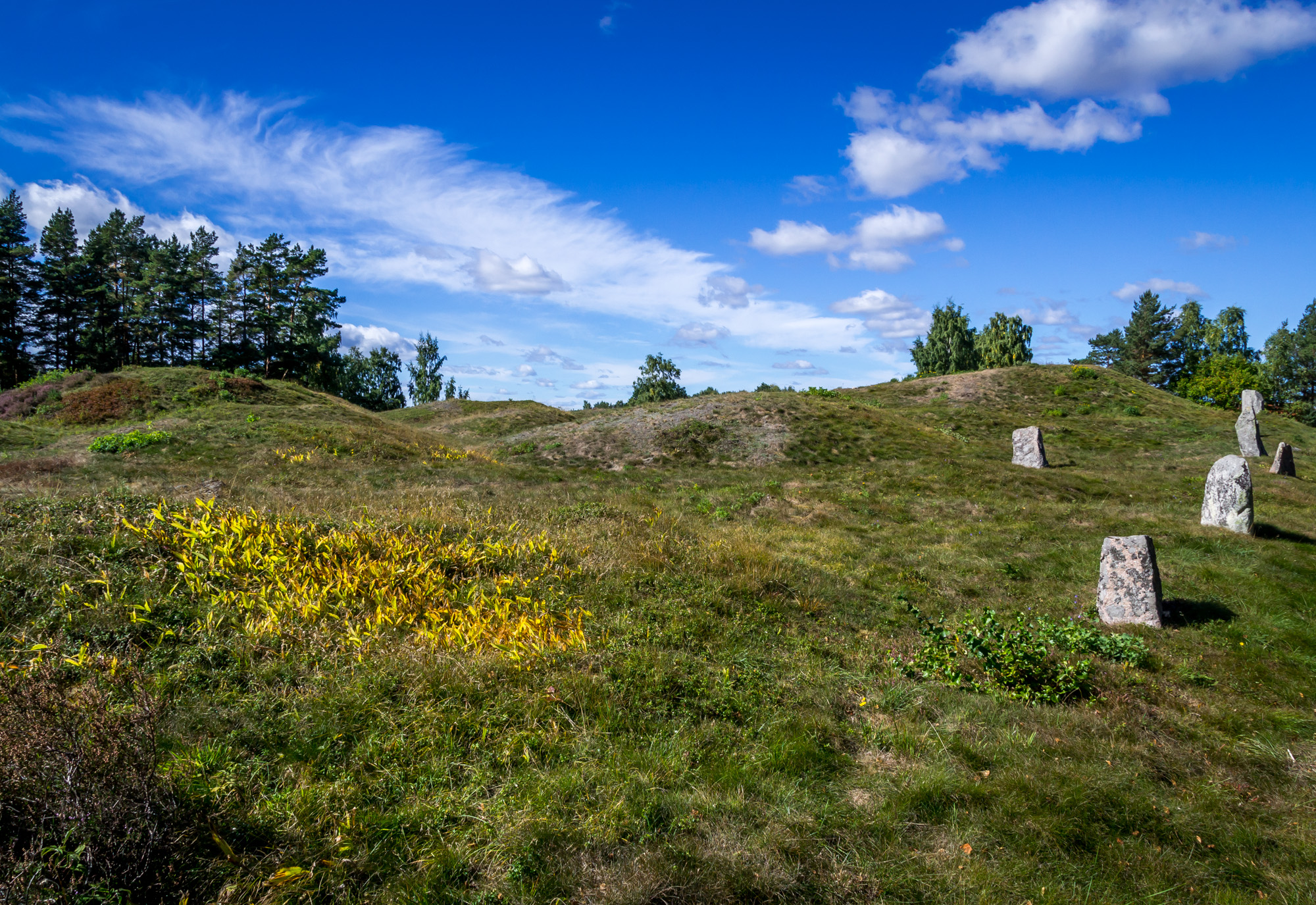
Kungshållet på Kjulaåsen